# Societatea Santinela

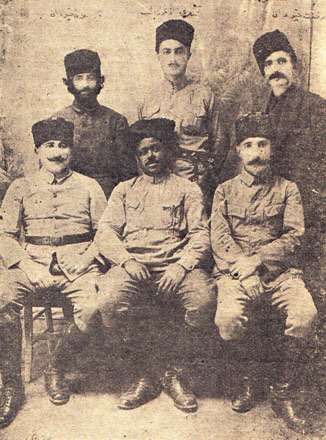
Câţiva membri ai societăţii Karakol (Santinela)

Societatea Karakol (Santinela) (în limba turcă: Karakol Cemiyeti) a fost o societatea secretă din care făceau parte o serie de membri ai guvernării de la Istanbul, al cărei scop era sprijinirea eforturilor lui Mustafa Kemal Atatürk în timpul Războiului de Independență din 1919-1923 .
După încheierea armistițiului de la Mudros din 1918, ofițerii otomani au creat o organizație secretă în Istanbul. Obiectivul acesteia era aprovizionarea revoluționarilor turci cu arme, muniții, dar și sprijinirea naționaliștilor cu ofițeri loiali și bine pregătiți. 
Activitatea unității de contrainformații a Santinelei a fost întreruptă de arestarea membrilor săi pe 16 martie 1920 în timpul ocupației aliate a capitalei otomane.  